# Gudenåkulturen
Gudenåkulturen er en tidligere benyttet, men nu afskaffet betegnelse for et stort redskabsmateriale, der hovedsageligt fandtes på pladser langs Gudenåen. Det viste sig sidenhen at være en sammenblanding af fund fra Maglemosekulturen, Kongemosekulturen og Ertebøllekulturen. 

## Gudenåkulturens oprindelse
Betegnelsen begynder så småt at blive benyttet i slutningen af 1800-tallet, men det er først, da Nationalmuseet i 1927 arver en stor samling oldsager, opsamlet af amatørarkæologen Frode Kristensen fra 1899 og frem til hans død i 1927 langs Gudenåens bredder, at der for alvor begynder at ske noget .
For at få større klarhed over kulturen, der allerede på det tidspunkt bliver omtalt som Gudenåkulturen, og dens udbredelse og kronologi, foretager Therkel Mathiassen i 1935 sammen med en del kolleger og amatørarkæologer en storstilet rekognoscering langs Gudenåen samt andre jyske åløb, blandt andet Skjern Å, Storåen og Karup Å . Der bliver under rekognosceringen foretaget enkelte småudgravninger samt én enkelt større udgravning, nemlig af Klosterlundbopladsen ved Karup å’s udspringsområde. Udgravningen skyldes, at Th. Mathiassen i starten tror, at han har fat i en komplet uforstyrret Gudenåboplads, hvorfor en grundigere udgravning bliver iværksat. Det viser sig dog hurtigt, at der må være tale om en ældre kulturfase, da flintteknikken er dårligere, end hvad man har set på de andre Gudenåbopladser. Han når frem til, at inventaret har størst lighed med det, der kendes fra Mullerupbopladsen, men stadigvæk er ældre end dette, hvilket også bekræftes af pollenanalyser .
Ud fra de enkelte småudgravninger samt helhedsindtrykket af de fundne oldsager, når Th. Mathiassen frem til, at de forskellige kulturer: Maglemose, Gudenå, Sværdborg og Ertebølle ikke afløser hinanden, men er tegn på en regional forskel, hvor man på Sjælland har Maglemose afløst af Sværdborg, og siden hen Ertebøllekulturen, mens Jylland har Gudenåkulturen inde i landet og derefter en gradvis fremvoksende Ertebøllekultur langs kysterne. Begge kulturforløb har dog deres rod i en fælles Klosterlundkultur  .

## Gudenåkulturens endeligt
Op gennem 1950'erne og 1960'erne begynder flere og flere at tvivle på Gudenåkulturens eksistens som en egentlig arkæologisk kultur, men det er først i 1971, at der bliver givet en egentlig samlet kritik af Mathiassens publikation fra 1938. Bag kritikken står blandt andre daværende amanuensis Søren H. Andersen, der nu én gang for alle vil be- eller afkræfte Gudenåkulturens berettigelse .
Den største kritik falder på oldsagsmaterialets tilvejebringelse, idet langt størstedelen af materialet stammer fra overfladeopsamlinger. Disse er meget gode at bruge i forbindelse med rekognoscering efter egnede pladser til evt. efterfølgende udgravning, men de kan intet sige om pladserne som samlede fund, da bosættelser fra flere, tidsmæssigt adskilte perioder, kan være pløjet op og ligge sammenblandet på overfladen. Dette er tilfældet med Gudenåpladserne, hvor intensiviteten af rekognosceringerne endda har været yderst varieret, da det var mange forskellige personer med forskellige baggrunde, der udførte disse. De få udgravninger, der blev foretaget, var desuden dårligt udførte og stort set resultatløse .
Hvad angår de pollenanalytiske dateringer, der blev foretaget, så var langt størstedelen uden forbindelse til karakteristiske oldsager og som sådan uanvendelige. Desuden kunne langt størstedelen af redskaberne allerede i 1937 henregnes til enten Maglemose -, eller Ertebøllekulturen. En nærmere undersøgelse af redskabsinventaret viser desuden, at resten af redskaberne, som Mathiassen henregnede som særlige Gudenåtyper, alle tilhører den jyske del af Kongemosekulturen . Mathiassens Klosterlund- og Sværdborgkulturer er i mellemtiden blevet indlemmet som underfaser af Maglemosekulturen. I dag er Gudenåkulturen blot et rent forskningshistorisk fænomen. 

## Fodnoter
1. ↑  Andersen og Sterum, 1971, s. 14
2. ↑  Mathiassen, T.H.,1938, s. 4 ff.
3. ↑  Mathiassen, T.H., 1938 s. 132 ff.
4. ↑  Mathiassen, T.H., 1938, s. 176 f.
5. ↑  Petersen, 1973, Fig. 2, s. 123
6. ↑  Andersen og Sterum, 1971
7. ↑  Andersen og Sterum, 1971, s. 20
8. ↑  Andersen og Sterum, 1971, s. 22-27